# Большая Степь
Большая Степь— деревня в Дзержинском районе Красноярского края в составе  Шеломковского сельсовета.

## География
Деревня находится на западе района примерно в 24 километрах по прямой на запад-северо-запад от села Дзержинское.

## Климат
Климат резко континентальный, который проявляется в больших годовых амплитудах температуры воздуха. Среднемесячная температура января -21,4 оС, июля 18,2 оС. Средняя дата наступления мороза 7/IX, средняя дата окончания последнего мороза 31/V, средняя продолжительность безморозного периода – 98 дней. Средняя продолжительность отопительного сезона составляет 243 дня, средняя температура отопительного сезона – 9,1ºС. Количество осадков, выпадающих в теплый период, составляет 288 мм, а в холодный – 74 мм. Средняя высота снежного покрова на открытых участках составляет 36 см, максимальная – 50 см, минимальная – 17 см.

## Население
| 2010 |
| ---- |
| 55   |

Постоянное население составляло 76 человек в 2002 году (95% русские), 55 в 2010.